# Ruffia
Ruffia là một đô thị tại tỉnh Cuneo trong vùng Piedmont của Italia, vị trí cách khoảng 40 km về phía nam của Torino và khoảng 35 km về phía bắc của Cuneo. Tại thời điểm ngày 31 tháng 12 năm 2004, đô thị này có dân số 337 người và diện tích 7,6 km².
Ruffia giáp các đô thị: Cavallerleone, Cavallermaggiore, Monasterolo di Savigliano, Murello, Scarnafigi và Villanova Solaro.